# 1966 في السويد
فيما يلي قوائم الأحداث التي وقعت خلال عام 1966 في السويد.

## أفلام
من الأفلام التي صدرت هذه السنة في السويد:
- 18 أكتوبر – برسونا من إخراج إنغمار برغمان.

## مواليد

### يناير
- 8 يناير – روجر ليونغ لاعب كرة قدم سويدي.
- 19 يناير – ستيفان إدبرغ لاعب كرة مضرب سويدي.
- 22 يناير – توماس رادستروم
- 29 يناير – يوهان كارلسون لاعب كرة مضرب سويدي.

### فبراير
- 5 فبراير – نيكلاس كرون لاعب كرة مضرب سويدي.
- 11 فبراير – يوهان سودركفيست ملحن سويدي.
- 16 فبراير – نيكلاس زينشتروم

### مارس
- 21 مارس – كيني براك
- 21 مارس – نيكلاس نيلين لاعب كرة قدم سويدي.
- 24 مارس – يوهان دونار لاعب كرة مضرب سويدي.
- 31 مارس – يواكيم نيلسون لاعب كرة قدم سويدي.

### يوليو
- 17 يوليو – ستين تولغفورس سياسي سويدي.

### أغسطس
- 11 أغسطس – بينغت أندرسون لاعب كرة قدم سويدي.
- 24 أغسطس – لارس أندرس والغرين لاعب كرة مضرب سويدي.

### سبتمبر
- 22 سبتمبر – ستيفان ريهن لاعب كرة قدم سويدي.

### أكتوبر
- 21 أكتوبر – جوناس سفينسون لاعب كرة مضرب سويدي.

### نوفمبر
- 3 نوفمبر – أرغون جانير

### يناير
- 29 يناير – روبرت إلياس فرايز (مواليد 1876)

### ديسمبر
- 3 ديسمبر – رولف سيفرت ماكسيميليان (مواليد 1896)